# ماريا جوزيبا روبوتشي
ماريا جوزيبي روبوتشي (20 مارس 1903-18 يونيو 2019) معمرة إيطالية معتمدة، وكانت قبل وفاتها عن عمر يناهز 116 عامًا، ثاني أكبر شخص حي في العالم بعد كين تاناكا.

## نشأتها
ولدت ماريا جوزيبي روبوتشي في بلدة بوجيو إمبريال الواقعة في مقاطعة فوجيا، ضمن منطقة بوليا في إيطاليا. نشأت في بيئة ريفية بسيطة بين أسرة متماسكة، وكان والداها أنطونيو وماريا ميشيلا روبوتشي. في 3 ديسمبر 1928، تزوجت من نيكولا نارجيسو، وأنجبت منه خمسة أبناء هم أنجيلو، وكونشيتا، وأنطونيو، وجوزيبي، وفيلومينا. استمر زواجها لأكثر من خمسة عقود حتى وفاة زوجها في عام 1982. عُرفت ماريا بكونها امرأة قوية تحملت مسؤولية أسرتها.

## نمط حياتها
عزت روبوتشي طول عمرها إلى عدة عوامل رئيسية، كان أبرزها نظامها الغذائي الذي اعتمد على المكونات الطبيعية مثل زيت الزيتون والطماطم، وهما عنصران أساسيان في النظام الغذائي المتوسطي المشهور بفوائده الصحية. كما أكدت على أهمية الإيمان بالله، وتجنب استهلاك الكحول، والحفاظ على نظرة إيجابية للحياة، مما ساعدها على تجاوز الصعوبات الصحية والعاطفية.
احتُفلت بمئويتها في عام 2003 من خلال عرض عيد ميلادها المائة في البرنامج التلفزيوني "الحياة الحقيقية" الذي بث على قناة راي أونو الإيطالية. أثارت قصتها اهتمام الجمهور، حيث اعتُبرت نموذجًا للحكمة والصبر والاستمرارية.
في عام 2014، تعرضت روبوتشي لكسر في الورك بعد سقوطها، وخضعت لعملية جراحية تعافت منها بفضل إرادتها القوية ورعايتها الصحية المستمرة.
في 6 يوليو 2018، أصبحت ماريا جوزيبي روبوتشي أكبر شخص معمر في إيطاليا وأوروبا، وذلك بعد وفاة السيدة جوزيبينا بروجيتو فراو التي كانت تبلغ من العمر 116 عامًا.
في 18 يونيو 2019، فارقت ماريا جوزيبي روبوتشي الحياة عن عمر 116 عامًا،